# Vestalis anne
Vestalis anne är en trollsländeart som beskrevs av Hämäläinen 1985. Vestalis anne ingår i släktet Vestalis och familjen jungfrusländor. IUCN kategoriserar arten globalt som livskraftig. Inga underarter finns listade i Catalogue of Life.